# Cyril Abidi
Cyril "Marseille Bad Boy" Abidi (25 de Fevereiro de 1976) é um ex-lutador de categoria de pesos pesados, de artes marciais, nomeadamente K-1. Abidi ficou conhecido pelo seu estilo aguerrido e guerreiro de lutar, sempre se levantando (às vezes seminocauteado), e procurando a luta.
O seu percurso para a fama começou em 2000 quando nocauteou no primeiro round a lenda Peter Aerts.
O primeiro contato de Abidi com as artes marciais foi a partir do Judo, matriculado por sua mãe que queria mantê-lo fora das ruas. Praticou Judo por quatro anos até que, inspirado em Bruce Lee começou a praticar Karate.
Aos dezoito anos descobriu o thaiboxing e se tornou campeão francês aos 20 anos.
Um ano depois ele entrou no K-1, lutando contra Petar Majstorovic em Zurique, Suíça, onde foi vencedor por decisão unânime. Depois ele ficou extremamente famoso por vencer no primeiro round o famoso a lenda do esporte Peter Aerts, apenas no K-1 World Grand Prix 2000 Finals no Tokyo Dome, Japão, Aerts foi capaz de derrotar Abidi em trẽs rounds, através de decisão unânime dos árbitros.
Em sua curta carreira no MMA Abidi perdeu por estrangulamento para Don Frye.
Posteriormente Abidi perdeu para o Nigeriano Bobby Ologun em sua primeira luta. Abidi substituira Mike Bernardo na última hora, pois este havia se contundido.
Sua luta coontra seu rival francês Jérôme Le Banner no K-1 World Grand Prix 2005 em Paris, em 27 de Maio de 2005, quando Abidi perdeu por TKO, é considerada uma das maiores batalhas da história do K-1